# Un soffio per la felicità
Un soffio per la felicità (Like Dandelion Dust) è un film del 2009 diretto da Jon Gunn.
Scritto da Stephen J. Rivele e Michael Lachance, Un soffio per la felicità è tratto dal romanzo omonimo di Karen Kingsbury. Il film ha vinto 26 premi in 23 festival cinematografici.

## Trama
Rip Porter è un uomo alcolista e manesco che picchia regolarmente la moglie, Wendy. Arrestato, Rip passa sette anni in carcere e, una volta uscito, trova Wendy ad accoglierlo. La donna gli rivela che poco prima del suo arresto aveva scoperto di essere incinta e di aver dato in adozione il figlio, in quanto sarebbe stata incapace di provvedere alla prole.
Non avendo mai firmato i documenti per l'adozione, Rip ha diritto a vedere suo figlio, Joey, che ora vive con i Campbell, una coppia compita e facoltosa residente in Florida, ed eventualmente a riportarlo a casa con sé. Impotenti davanti alla legge, I Campbell accettano che Joey passi del tempo con Rip e Wendy. La prima visita a casa dei genitori biologici pone delle buone basi per il loro rapporto: Rip ha smesso di bere e cerca di approcciarsi al figlio invitandolo a costruire una casa sull'albero. Tuttavia, la situazione precipita durante la seconda visita, quando Joey si ferisce a causa di una mancanza di autocontrollo da parte di Rip.
Dopo varie vicissitudini e svariati tentativi dei Campbell di risolvere la questione, Wendy e Rip capiscono che non sono pronti ad essere genitori. Rip firma i documenti per l'adozione e i due sperano di poter mantenere dei buoni rapporti con Joey.

## Accoglienza
Il film ha avuto un relativo successo, guadagnando $ 77.960 nel suo weekend di apertura, in soli 25 cinema. Poi è stato distribuito in 60 sale e, alla fine della sua corsa, ha incassato la somma complessiva di $ 352.810. Il film è stato ben accolto dalla critica. Su Rotten Tomatoes, l'80% dei critici ha dato al film una recensione positiva, basata su 15 recensioni.